# Lista över vice hovrättspresidenter i Göta hovrätt
Detta är en lista över vice hovrättspresidenter i Göta hovrätt.

## Vice hovrättspresidenter i Göta hovrätt
- 1614–1655: Carl Månesköld af Seglinge
- 1655–1662: Erland Kafle
- 1662–1666: Christian Barnekow
- 1666–1677: Magnus Durell
- 1670–1708: Henrik Georg Falkenberg
- 1707–1708: Sven Adlerstierna
- 1708–1733: Nils Lilliecreutz
- 1733–1739: Nils Silfverskiöld
- 1739–1751: Henrik Hammarberg
- 1752–1753: Gudmund Adlerbeth
- 1753–1761: Peter von Schaeij
- 1761–1769: Germund Abraham Falkengren
- 1770–1785: Christian Fredrik Klingspor
- 1785–1788: Emanuel Adelcrantz
- 1788–1793: Gustaf Cederstam
- 1792–: Axel Johan von Köhler
- 1800–1805: Per Olof Sanderskiöld
- 1806–1827: Gustaf Mauritz Posse